# Anissímovka
Anissímovka (en rus: Анисимовка) és un poble del krai de Primórie, a l'Extrem Orient de Rússia, que en el cens del 2010 tenia 715 habitants.